# Pterocephalus laxus
Pterocephalus laxus är en tvåhjärtbladig växtart som beskrevs av J. K. Ferguson. Pterocephalus laxus ingår i släktet Pterocephalus och familjen Dipsacaceae. Inga underarter finns listade i Catalogue of Life.